# 2MASS J10584787-1548172
2MASS J10584787-1548172 ist ein Ultrakühler Zwerg im Sternbild Becher. Er wurde 1997 von Xavier Delfosse et al. entdeckt. Er gehört der Spektralklasse L2.5 an.